# Leucania gambiensis
Leucania gambiensis är en fjärilsart som beskrevs av Embrik Strand 1917. Leucania gambiensis ingår i släktet Leucania och familjen nattflyn. Inga underarter finns listade i Catalogue of Life.